# Wolfgang Baumgart
Wolfgang Baumgart (Frankfurt am Main, 23 oktober 1949 - 21 februari 2011) was een hockeyer uit Duitsland. 
Baumgart maakte in 1968 zijn olympische debuut met een vierde plaats, tijdens de eerste wereldkampioenschappen behaalde Baumgart met de West-Duitse ploeg de vijfde plaats. Tijdens de Olympische Spelen 1972 in eigen land won hij met zijn ploeggenoten de gouden medaille.

## Erelijst
- 1968 – 4e Olympische Spelen in Mexico-stad
- 1971 – 5e Wereldkampioenschap in Barcelona
- 1972 –  Olympische Spelen in München